# みなもりあすか
みなもり あすか（1982年1月23日 - ）は、日本の女性声優。レオパード・スティール所属。東京都出身。旧名：水森 志寿香（みなもり しずか）、水杜 明寿香（みなもり あすか）。

## 経歴
職業としての役者があるのを「芝居というものは人間がやるんだよ」と教えてもらったのは、小学校低学年の時であり、それで、まず身近なもので好きなテレビの世界を目指し始めたという。「芝居をやるには女優になればいいのか」と単純に思い、小さいながら劇団に入団して修行をしていた。声優を意識したのは、劇団に所属させてもらってる時に、児童劇団で全国を旅公演している最中である。スタッフ以外は7人しかいない劇団で小さい子供達は声色を変えたりすると凄く喜んでくれるため、伸び伸び楽しくしていたという。その時、ふと気付いたのが、芝居も好きだが、役といったキャラクターに対してもの凄い愛情を覚えているということで「キャラクターに命を吹き込むお仕事は何かないかな……」と考えていた時に職業としての声優が頭の中にひらめき、「これは私の次なる挑戦だ」と思ったという。その旅公演が終わって東京都に帰って来てから、声優養成所を調べて年間舞台と吹き替えとナレーションの授業を受けていたという。
琴瀬りう名義でミルキーレコード会社(現:株式会社エムケイプロ)に所属して地下アイドル活動をしたが、デビューが決まったのを切っ掛けに2007年より、水森志寿香名義でマウスプロモーション預かりとなる。2011年4月にアークレイ（同年6月よりアミュレート）に移籍し、芸名を水杜明寿香に改めた。
アミュレート所属中、芝居を深めるために外部の吹き替えのゼミに通っているうちに、吹き替えの仕事に興味が湧き始める。吹き替えの仕事をしている所属者の多い事務所への所属を目指し、2015年5月末をもってアミュレートを退所。同年7月10日よりアールグルッペに所属した。
アールグルッペ所属時の2018年より、アニメ業界に詩吟を広める目的で「みなもり詩吟同好会」を主宰。2019年3月末をもってアールグルッペを退所し、フリーランスの声優に転向する。
2019年10月1日よりレオパード・スティールと業務提携をし、活動名義を平仮名表記に改めた。2020年4月1日よりレオパード・スティール正所属となった。

## 人物
趣味・特技はアニソンカラオケ・ダンス分析、何かの落下音、サイレンなどの声帯模写。

## 出演
太字はメインキャラクター。

### テレビアニメ
2008年
- 君が主で執事が俺で（久遠寺夢）
- 純情ロマンチカ（店員）
- とある魔術の禁書目録（医者）
- ネットゴーストPIPOPA（ひかるの母）

2009年
- うみねこのなく頃に（生徒）
- 地獄少女 三鼎（加世の母）

2010年
- 夢色パティシエール（女A）

2012年
- アルカナ・ファミリア -La storia della Arcana Famiglia-（メリエラ）
- さんかれあ（山之内瑞貴）
- 新世界より

2013年
- 蒼き鋼のアルペジオ -アルス・ノヴァ-（メイド）
- 幻影ヲ駆ケル太陽（親戚）

2014年
- ソードアート・オンラインII（マダム）

2018年
- PERSONA5 the Animation（レポーター）

### 劇場アニメ
2012年
- おおかみこどもの雨と雪

2013年
- PERSONA3 THE MOVIE #1 Spring of Birth（女子C）

2014年
- PERSONA3 THE MOVIE #2 Midsummer Knight's Dream（メイドA）

2015年
- 劇場版 PSYCHO-PASS サイコパス
- デジモンアドベンチャー tri. 第1章「再会」

2016年
- デジモンアドベンチャー tri. 第2章「決意」

### ゲーム
2008年
- 君が主で執事が俺で〜お仕え日記〜（久遠寺夢）
- スゴロクロニクル（メティカル）

2009年
- サモンナイトX 〜Tears Crown〜

2010年
- デュラララ!! 3way standoff

2011年
- ラグナロク 〜光と闇の皇女〜（イサラ）

2012年
- 君が主で執事が俺で〜お仕え日記〜 ぽーたぶる（久遠寺夢）
- 花咲くまにまに（吉乃）

2014年
- 花咲くまにまに（吉乃）※PS Vita版
- ソードアート・オンライン-ホロウ・フラグメント-

2015年
- 超銀河船団（セルシディオン）

### ドラマCD
- 君が主で執事が俺で（2007年、久遠寺夢）
- H+P -ひめぱら-（2009年、グリアネラ）
- ひとりじめシリーズ（2014年 - 2017年、宝城彩香）
  - ひとりじめボーイフレンド
  - ひとりじめマイヒーロー 2
  - ひとりじめマイヒーロー 3

### 吹き替え
- コールドケース5 #10
- 新・イヴのすべて（グォ・シゥリエン、女性調査員、幼稚園の先生）
- マードック・ミステリー 〜刑事マードックの捜査ファイル〜 #19
- ミディアム5 霊能者アリソン・デュボア #7

### ラジオ
- 潮風放送局〜みなとらじお!

## ディスコグラフィ
- 君が主で執事が俺で キャラクターソングミニアルバム&トークCD（2008年6月25日）